# Emmett (Idaho)
Emmett es una ciudad ubicada en el condado de Gem en el estado estadounidense de Idaho. En el año 2010 tenía una población de 6.557 habitantes y una densidad poblacional de 1.395,11 personas por km². Se encuentra sobre el curso medio-bajo del río Payette, afluente del Snake, a su vez, afluente del Columbia.

## Geografía

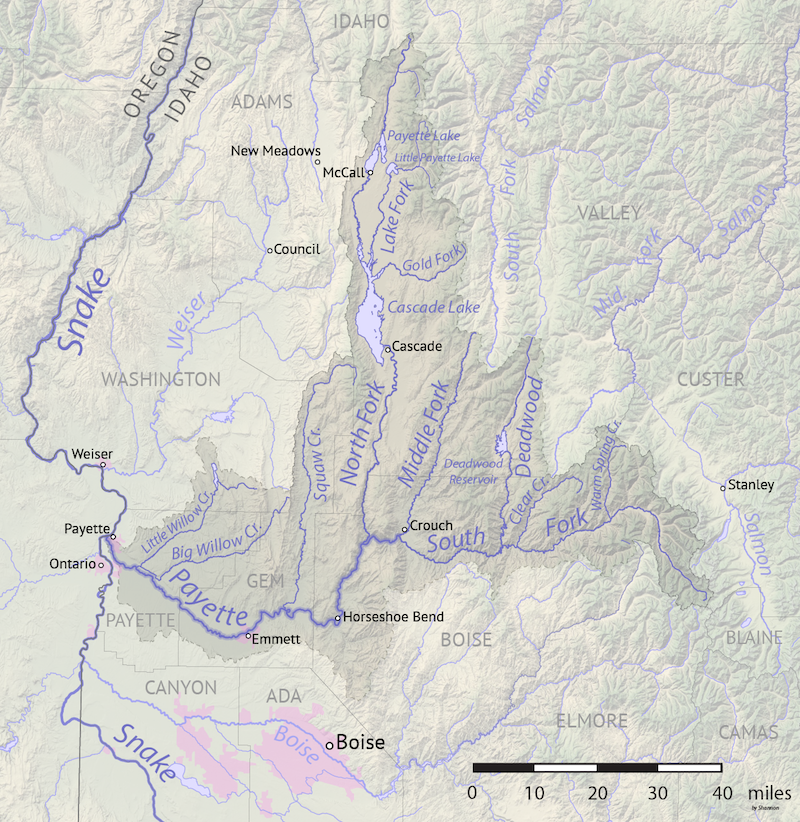
Mapa del río Payette donde aparece Emmet en su curso medio-bajo.

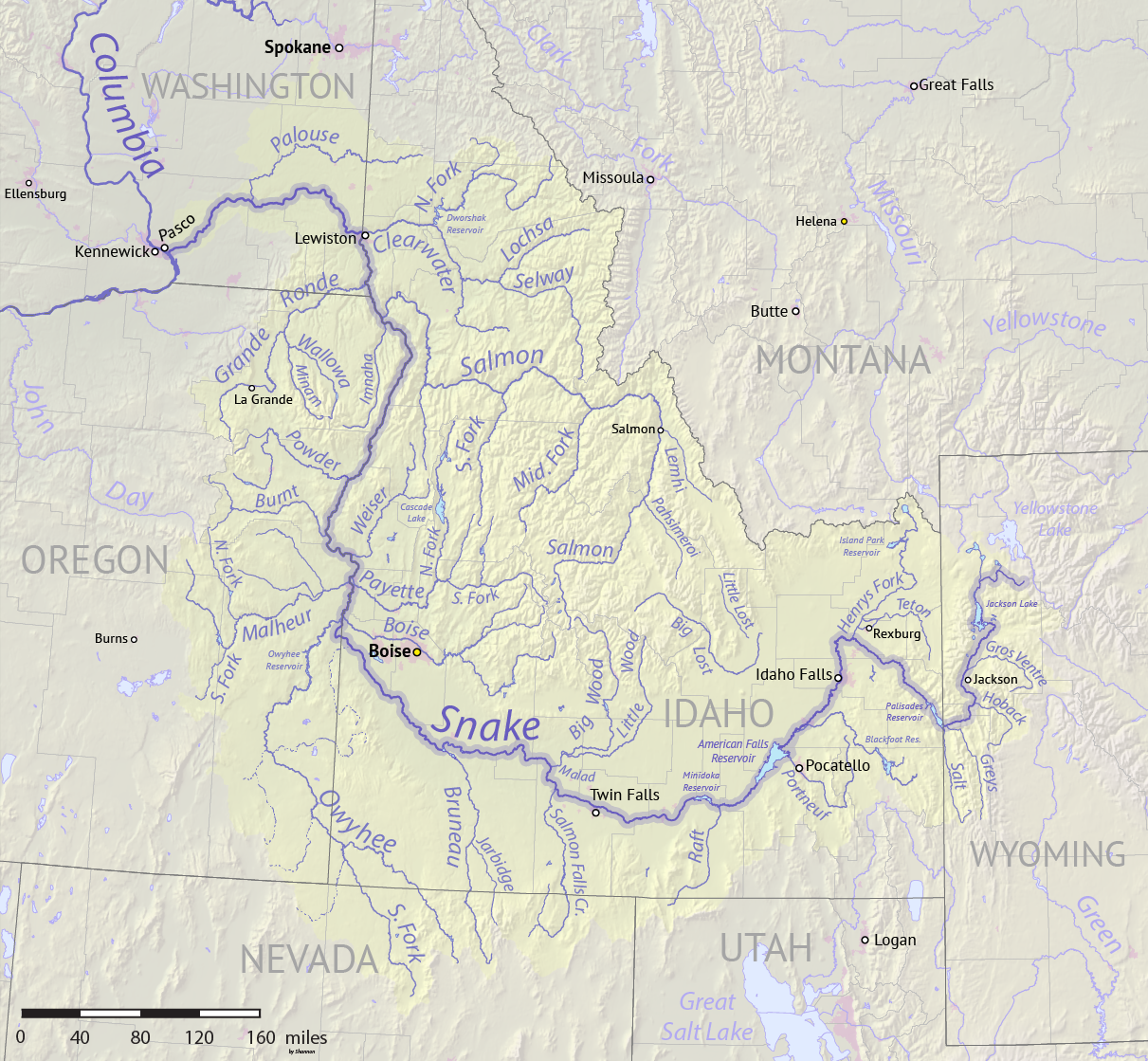
Mapa del río Snake donde se ve Emmet a orillas del río Payette, un afluente de su curso medio.

Emmett se encuentra ubicado en las coordenadas 43°52′22″N 116°29′42″O / 43.87278, -116.49500. Según la Oficina del Censo, la localidad tiene un área total de 4,7 km² (1,8 mi²), de la cual 4,7 km² (1,8 mi²) es tierra y 0 km² (0 mi²) (0.0%) es agua.

## Demografía
En el 2000 la renta per cápita promedia del hogar era de $26,480, y el ingreso promedio para una familia era de $34,663. En 2000 los hombres tenían un ingreso per cápita de $30,598 contra $19,088 para las mujeres. El ingreso per cápita para la localidad era de $13,027. Alrededor del 17.8% de la población estaba bajo el umbral de pobreza nacional.